# Échemiré
Échemiré korábbi község Franciaország Loire mente régiójában, Maine-et-Loire megyében. Lakosainak száma 594 fő (2018. január 1.). Échemiré Cheviré-le-Rouge, Jarzé Villages, Sermaise és Baugé-en-Anjou községekkel határos.
2016. január 1-jén nyolc másik korábbi községgel egyesült és Baugé-en-Anjou új község része lett.

## Népesség
A település népességének változása:
| Lakosok száma | 581  | 530  | 462  | 491  | 466  | 590  | 593  | 595  | 587  | 594  |
|               | 1962 | 1968 | 1982 | 1990 | 1999 | 2008 | 2011 | 2013 | 2017 | 2018 |